# 롬바르디아어
롬바르디아어 또는 롬바르드어(서부 롬바르디어어: Lombard/Lumbaart, 동부 롬바르디아어: Lombard)는 갈리아이탈리아어군에 속한 언어로, 이탈리아 북부(롬바르디아주 대부분과 이웃한 피에몬테주 동부)와 스위스 남부(티치노주, 그라우뷘덴주)에서 사용된다. 역사적으로 이 지역에 들어와 살던 켈트족과 랑고바르드족의 언어(랑고바르드어)로부터 영향을 받았다고 여겨지나 현대 롬바르디아어의 어휘나 문법은 대부분 라틴어 유래이다.
흔히 대략 서롬바르디아어와 동롬바르디아어라는 방언군으로 양분된다. 특히 서부 방언군에 속하는 밀라노 지역 방언은 13세기부터 문어로서의 역사가 있고 영향력이 컸으나 현대에 산업화와 인구 유입으로 인해 밀라노에서는 거의 표준 이탈리아어만이 사용된다.

## 음운

### 닿소리
|        |        | 양순음 | 순치음 | 치경음 | 후치경음 | 경구개음 | 연구개음 |
| ------ | ------ | ------ | ------ | ------ | -------- | -------- | -------- |
| 비음   | 비음   | m      |        | n      |          | ɲ        |          |
| 파열음 | 파열음 | p, b   |        | t, d   |          |          | k, ɡ     |
| 파찰음 | 파찰음 |        |        | ts, dz | tʃ, dʒ   |          |          |
| 마찰음 | 마찰음 |        | f      | s, z   | ʃ, ʒ     |          |          |
| 유음   | 중설음 |        | ʋ      |        |          |          |          |
| 유음   | 설측음 |        |        | l      |          |          |          |
| 유음   | 전동음 |        |        | r      |          |          |          |
| 반모음 | 반모음 |        |        |        |          | j        | w        |

### 홀소리
|          | 전설  | 전설  | 중설  | 후설  |
| 비원순   | 원순  |       | 중설  | 후설  |
| -------- | ----- | ----- | ----- | ----- |
| 고모음   | i, iː | y, yː |       | u, uː |
| 중고모음 | e, eː | ø øː  |       | o     |
| 중저모음 | ɛ     |       |       | ɔ     |
| 저모음   |       |       | a, aː |       |

## 같이 보기
- 서부 롬바르디아어
- 동부 롬바르디아어